# Conservatisme écologique
Le conservatisme écologique ou conservatisme vert est une combinaison de conservatisme et d'écologisme. La préoccupation environnementale a été exprimée à la fois par des politiciens conservateurs et des philosophes tout au long de l'histoire du conservatisme moderne, avec Edmund Burke (le fondateur philosophique du conservatisme moderne), dans ses Réflexions sur la Révolution de France, cité comme disant : « la terre, la bonne et égale mère de tous ne doit pas être monopolisée pour favoriser la fierté et le luxe de tout homme ».
Le conservatisme moderne se distingue toutefois du conservatisme ancien ou "réactionnaire", antimoderne. Burke est un libéral, un moderne, et par conséquent plutôt opposé aux monopoles sur les terres comme à leur usage improductif, c'est-à-dire à des fins somptuaires et de luxe inutile. François Quesnay avait les mêmes positions à ce sujet. S'il est favorable à au gouvernement  d'une élite, comme la quasi-totalité des libéraux de son temps, il est l'adversaire de la noblesse et du clergé, à la différence des réactionnaires français que sont Bonald et De Maistre, qui sont antilibéraux et donc anticapitalistes, opposés au développement de l'industrie et du commerce - en partie comme François Quesnay d'ailleurs, puisque tout libéral qu'il soit, il voyait l'industrie comme une dépense improductive, peu susceptible d'augmenter le produit national : seule la terre en était capable, à ses yeux. Ce que la noblesse entend par "terre" n'a rien à voir avec l'écologie politique. Elle l'inscrit dans un héritage et une filiation, un ordre social antidémocratique fait de servage et d'alliances fondées sur la loyauté, sans aucun rapport avec "l'autonomie" généralement prônée par l'écologie politique. 
Les liens entre conservatisme et écologisme sont donc au mieux superficiels et sentimentaux. La noblesse a fait peu de cas de la nature quand il s'agissait de chasser ou de faire la guerre, si ce n'est pour préserver son potentiel offensif. Le clergé pas davantage, quand il s'agissait de couper du bois pour construire des Eglises. Quant à la bourgeoisie libérale, elle peut éviter les pesticides dans ses jardins, mais soutient la FNSEA. La géographie de Paris l'indique à sa manière : à l'Ouest, sans pollution, les beaux quartiers, et à l'est, sous la fumée des usines, les quartiers populaires. "L'écologisme" du conservateur se ramène à un souci pour sa qualité de vie, dans un rapport instrumental à la nature et n'a de ce fait rien d'écologiste, au sens où ce genre de revendication n'a jamais fait partie du répertoire écologiste. Il ne se soucie pas d'égalité ni d'émancipation. 
Andrew Dobson et bien d'autres ont toutefois souligné que les conservateurs (tel Gray) se sont fréquemment reconnus dans certains traits de l'écologisme, tels que la critique de la modernité, du libéralisme ou du capitalisme. Mais une "combinaison" ne peut avoir lieu que si les différences ne sont pas trop importantes. Or les divergences entre écologisme et conservatisme sont majeures. Le premier prône l'autonomie, la solidarité internationale, l'égalité ou encore l'émancipation, notamment de la famille traditionnelle, tandis que le second défend tout l'inverse. Il n'y a donc jamais eu de "combinaison". Celles-ci dérivent plutôt soit des confusions provoquées par des journalistes ou des non-spécialistes du sujet, soit de la volonté de certains conservateurs d'induire la confusion chez leurs adversaires, à la manière de la stratégie "métapolitique" d'Alain de Benoist en France ; soit d'analyses présentant un manque de rigueur, comme le signale le philosophe Fabrice Flipo , auteur d'un ouvrage sur la question. Trois erreurs méthodologiques sont souvent commises, notamment par le politiste Stéphane François : l'amalgame (ne retenir que les traits similaires, sans les divergences) ; le fait de ne pas séparer suffisamment les explications biographiques de l'analyse des idéologies politiques, qui sont macroscopiques (par exemple, penser que si Mussolini passe du socialisme au fascisme, alors le socialisme a des liens avec le fascisme, alors que l'explication peut simplement être que Mussolini suit le parti qui gagne) ; et enfin focaliser sur des groupuscules plutôt que sur les grandes idées politiques.

## Voir également
- Agrarisme
- Écologie politique
- Éco-capitalisme
- Écofascisme
- Fiscalité écologique
- Georgisme
- Michael Savage
- John N. Gray
- Roger Scruton